# Urodinychidae
Urodinychidae es una familia de ácaros perteneciente al orden Mesostigmata.

## Géneros
La familia contiene los siguientes géneros:
- Urodinychus Berlese, 1903
- Uroobovella Berlese, 1903
- Vinicoloraobovella Hirschmann, 1979